# نظرية الضغوط
حسب علم الاجتماع وعلم الإجرام، تشير نظرية الضغوط إلى إمكانية تشكيل البنى الاجتماعية ضغطًا على المواطنين يدفعهم لارتكاب الجرائم. وباستقراء أعمال إميل دوركايم، تطورت نظريات الضغوط من قبل روبرت كيه ميرتون (1938)، وألبرت كي كوهين (1955)، وريتشارد كلوورد، ولويد أولين (1960)، ونيل سميلسر (1963)، وروبرت أجنيو (1992)، وستيفن ميسنر، وريتشارد روزينفيلد (1994).

## نظرية الضغوط
هي نظرية متعلقة بعلم الاجتماع وعلم الإجرام طُورت على يد روبرت كينغ ميرتون في عام 1938. تذكر النظرية أن المجتمع يشكل ضغطًا على الأفراد لتحقيق أهداف مقبولة اجتماعيًا (مثل الحلم الأميركي)، على الرغم من افتقارها للمعنى. يؤدي هذا إلى الضغط الذي قد يدفع الأفراد إلى ارتكاب الجرائم، مثل بيع المخدرات أو التورط في الدعارة كوسائل لكسبهم ضمان معيشتهم المالي.
يمكن للضغط أن يكون:
1. بنيويًا: يشير إلى العمليات على المستوى المجتمعي المؤثرة على كيفية إدراك الأفرد لاحتياجاتهم، أي في حال كانت بنى اجتماعية محددة غير ملائمة بطيعتها أو القوانين غير ملائمة، فقد يغير هذا تصورات الأفراد للإمكانات والفرص.
2. فرديًا: يشير إلى الصراعات والآلام التي يكابدها الفرد أثناء بحثه عن الطرق الملبية لحاجاته، أي في حال أصبحت أهداف المجتمع مهمة للفرد، فقد يصبح في الواقع تحقيقها أهم من الوسائل المتبعة لهذا.

### نظرية ميرتون
ناقش روبرت كينغ ميرتون -عالم الاجتماع الأمريكي- إمكانية تشجيع المجتمع على الانحراف بدرجة كبيرة. آمن ميرتون بتشكيل الأهداف المقبولة اجتماعيًا ضغطًا على الأفراد من أجل تحقيقها. تطورت نظريته كثيرًا تبعًا للظروف الاجتماعية والاقتصادية الحاصلة في الولايات المتحدة خلال أوائل القرن العشرين. تنشأ نظرية الضغوط لروبرت ميرتون عن السؤال الجوهري الذي طرحه عن سبب الاختلاف في معدلات الانحراف بين المجتمعات المختلفة. اعتقد أنه يمكن وجود انحراف عند وجود اختلاف بين كيفية تعريف النجاح والوسائل المناسبة لتحقيق الأهداف المذكورة. وجد أن الولايات المتحدة أبرز نموذج للمستويات المرتفعة من الانحراف بسبب القيمة الاجتماعية المرتفعة لتحقيق النجاح، المرتبط بالمال بشكل رئيسي، ولكنه توجد تناقضات في وسائل الحصول على هذا النجاح. يُحترم الموظف الحاصل على تعليم جامعي إلا أن البارون السارق يُحترم أيضًا، مما يُظهر أن النظر إلى النجاح أكثر أهميةً من الوسائل المتبعة لتحقيقه.
بالإضافة إلى ذلك، لاحظ كيف أن الأقليات مرت بوقت عصيب للحصول على تعليم جيد، وفي حال استطاعوا تحقيق ذلك، يُطلب منهم وقتًا أصعب للحصول على حياة محترمة، ولكن مؤخرًا يُطبق نفس المعيار العالي للنجاح على الجميع بغض النظر إذا كانت لديهم الوسائل لتلبية هذه المعايير. دفعت هذه التناقضات روبرت ميرتون لتطوير نظرية الضغوط بسبب احترام المجتمع المرتفع نحو تحقيق «النجاح». يُجبر الأفراد على العمل ضمن هذا النظام أو ليكونوا عضوًا في هذه الثقافة الفرعية المنحرفة من أجل تحقيق الأهداف المنصوص عليها اجتماعيًا. أصبح معتقد ميرتون نظرية تُعرف بنظرية الضغوط. أضاف هذا عندما تعرض الأفراد لفجوة بين أهدافهم (المرتبطة بالمال عادةً) ووضعهم الحالي، مما أحدث عليهم ضغطًا. أثناء تعرض الأفراد للضغوط، أوجز ميرتون خمسة طرق مختلفة للاستجابة:
1. الانصياع: السعي للأهداف الثقافية من خلال الوسائل المقبولة اجتماعيًا. (مسكين متأمل).
2. الابتكار: استخدام الوسائل غير المقبولة أو غير التقليدية لتحصيل الأهداف المقبولة ثقافيًا. مثال: التعامل بالمخدرات أو السرقة لتحقيق الأمان المالي. (مسكين يحاول النجاة).
3. الطقوسية: استخدام نفس الوسائل المقبولة اجتماعيًا لتحقيق أهداف أقل مراوغةً (أكثر بساطةً وتواضعًا) (مسكين منقاد).
4. الانسحاب: رفض كلٍّ من الأهداف الثقافية ووسائل تحقيقها، ثم إيجاد طريقة لتفاديها. (مسكين متراجع).
5. التمرد: رفض الأهداف الثقافية والوسائل المنصوص عليها لتحقيقها، ثم العمل على استبدالهما (مسكين مقاوم).

## النظريات المشتقة

### نظرية الضغوط العامة
هي نظرية في علم الاجتماع وعلم الإجرام طُورت على يد روبرت أجنيو في عام 1992. اعتقد اجنيو أن نظرية ميرتون غير واضحة في الطبيعة ولم تفسر السلوك الإجرامي غير المتضمن لمكسب مالي. الفكرة الجوهرية لنظرية الضغوط العامة هي كون الأشخاص الخاضعين للضغط أو التوتر قلقين أو مستائين ما قد يدفعهم هذا لارتكاب الجرائم لتخطي الأمر. تعد العاطفة إحدى المبادئ الأساسية لهذه النظرية بصفتها المحرض للجريمة. طُورت النظرية لتشكل تصورًا لنطاق المصادر الكامل في المجتمع الذي من الممكن أن تاتي الضغوط منه، بينما لا تقوم نظرية ميرتون بهذا. تركز النظرية أيضًا على نظرة الأهداف للوضع، والتوقعات، والطبقة بدلًا من تركيزها على المال (كما تفعل نظرية ميرتون). ومن الأمثلة على نظرية الضغوط العامة الأشخاص المستخدمون للمخدرات بشكل غير قانوني ليشعروا أنفسهم بتحسن، أو الطالب المعتدي على زملائه لينهي مضايقاتهم المستمرة.
تطرح نظرية الضغوط العامة ثلاثة مصادر رئيسية للضغط هي:
1. خسارة الدافع الإيجابي (موت العائلة أو صديق).
2. قدوم دافع سلبي (اعتداءات جسدية أو لفظية).
3. عدم القدرة على الوصول إلى الهدف المرغوب به.

### النظرية اللامعيارية المؤسساتية (آي إيه تي)
هي نظرية علم إجرام طُوّرت على يد ستيفن ميسنر وريتشارد روزينفيلد في عام 1994. تقترح النظرية أنه سيتسبب غالبًا التنظيم المؤسساتي مع السوق بسلوك إجرامي، حيث يُسمح للسوق/الاقتصاد الإدارة/السيطرة بدون قيود البديهيات الاجتماعية الأخرى مثل العائلة. تتوسع آي إيه تي في المستويات الكلية لنظرية الضغوط لميرتون كونها تُشتق منها. تركز آي إيه تي على التأثيرات الإجرامية للمؤسسات الاجتماعية المتعددة، بدلًا من تركيزها فقط على البنية الاقتصادية.

### نظرية الفرص غير الشرعية
هي نظرية علم اجتماع طُوّرت على يد ريتشارد كلوورد ولويد اولين في عام 1960. تذكر النظرية أن الجرائم تنتج عن العدد الكبير للفرص غير الشرعية وليس عن الافتقار إلى الفرص الشرعية. أُسست النظرية من نظرية الضغوط لميرتون من أجل المساعدة في معالجة جنوح الأحداث.

### نظرية ضغوط الدور
طُوّرت نظرية «ضغوط الدور» على يد عالم الاجتماع وليم جاي غود في عام 1960، تُصرّح النظرية أن المؤسسات الاجتماعية تُدعم وتُدار من قبل علاقات الدور. وبسبب علاقات الدور هذه قد يشعر الأفراد بـ«ضغوط الدور»، أو بصعوبة في تلبية الواجبات الاجتماعية للعلاقة. يُحافظ على العمل الاجتماعي والبنية الاجتماعية من خلال «ضغوط الدور» هذه. يأتي مع هذه العلاقات التزاماتٌ اجتماعيةٌ يتوجب على أعضاء المجتمع اتباعها، والتي عادةً لا تُجبر الناس لتلبيتها. يجب تلبية هذه الالتزامات بملء إرادة الأفراد لكي يستمر المجتمع في وجوده، وما تنص عليه النظرية هو ما يميل معظم الناس للقيام به. ونظرًا إلى حقيقة أنه لا يوجد إجبار ضمن سياق المحافظة على علاقات الدور هذه، سوف يوجد أفرادٌ غير قادرين، أو لن يقدروا، على الامتثال لهذه التوقعات الاجتماعية.
بالإضافة إلى ذلك، لا يرتبط الأفراد ضمن المجتمع بعلاقة دور واحدة. في الحقيقة، يكون كل الأفراد جزءًا من علاقات دور متعددة. يمكن لامتلاك علاقات متعددة أن يفسر صراعات المصلحة المواجهة عادةً في البيئات الاجتماعية. وحسب غود، نظرًا إلى العلاقات المتعددة هذه، سوف يملك الفرد كميةً إجماليةً من التزامات الدور تتطلب أكثر مما يستطيع الفرد إعطاءه، سواء من ناحية الوقت، أو العطاء العاطفي، أو الموارد المادية. يمكن أن يفضي هذا إلى «ضغوط الدور»، مما قد يدفع الأفراد لمحاولة تلبية الأهداف المقبولة اجتماعيًا عن طريق وسائل قد تكون غير مقبولة اجتماعيًا (كما شُرح في نظرية الضغوط العامة).
وبينما تحاول نظرية ضغوط الدور أن تعزو حماية المجتمع إلى علاقات الدور، يقر غود أيضًا أن النظرية لا تفسر وجود العديد من البيئات الاجتماعية المعقدة، مثل المجتمع المدني. لا تفسر نظرية ضغوط الدور جوانب عديدة من الحياة المدنية، مثل حقيقة عدم تقبل بعض الأفراد أيًا من القيم المركزية للمجتمع، وحقيقة تقلب الأفراد في التزامهم العاطفي لهذه القيم الاجتماعية، وكيف تتغير علاقات الدور هذه عندما يغير الأفراد وضعهم الاجتماعي، أو كيف تصمد هذه العلاقات خلال أوقات الأزمات.